# Cerveza Antares

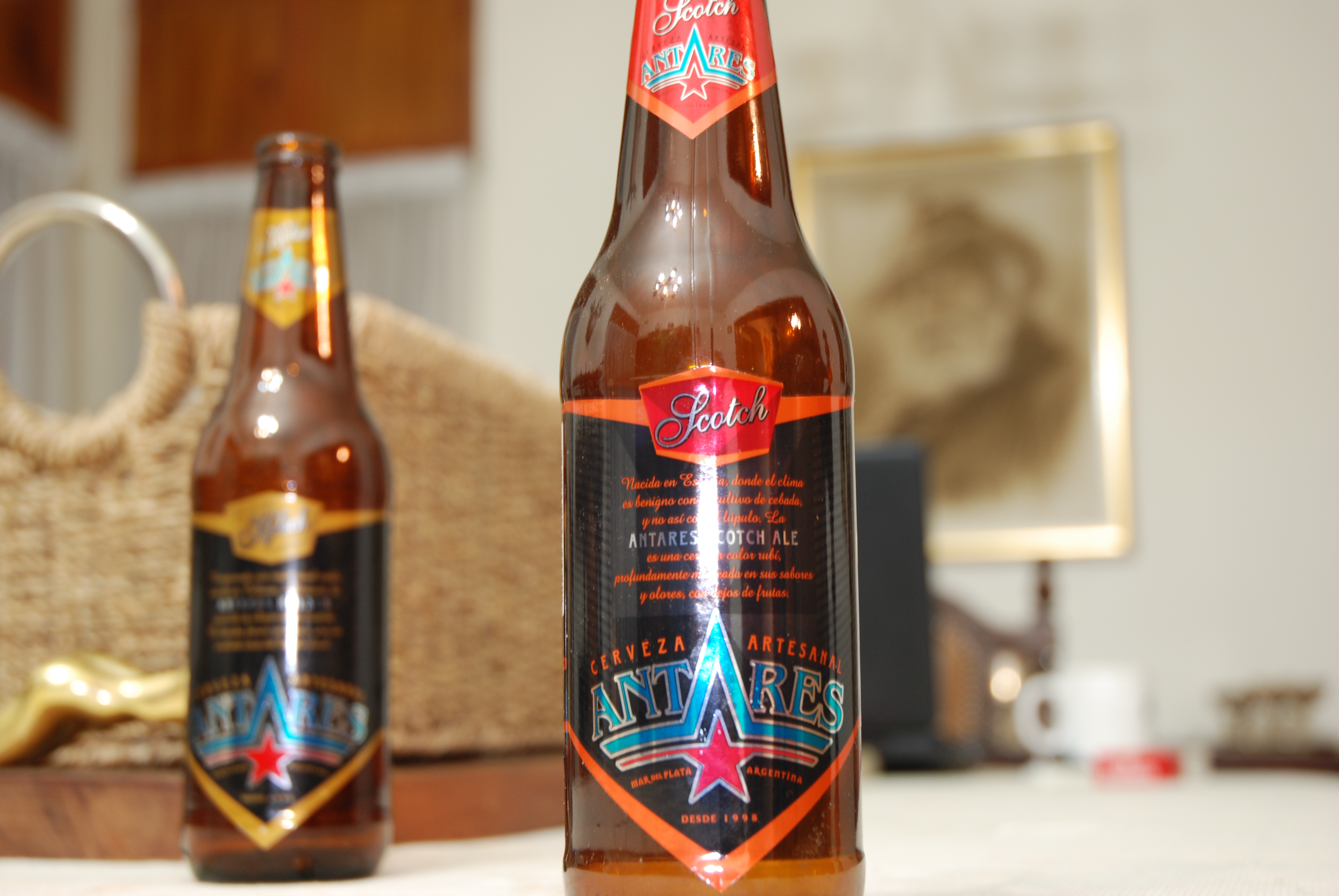
Cerveza Antares

Cerveza Antares es una cerveza artesanal argentina que se elabora en la ciudad de Mar del Plata desde el año 1998.
Antares es una cerveza artesanal, que se hace en siete variedades, siguiendo recetas europeas, no solamente se encuentra en el mercado argentino, sino que ya se comercializa en Brasil, Canadá, Estados Unidos, Uruguay y Suecia, las exportaciones implican un poco más de 20.000 botellas por año.
Alguna de las variedades son añejadas en vasijas de roble durante un mes, lográndose sabores únicos y un grado alcohólico del 8%.
La cervecería ha instalado Locales en distintas provincias argentinas y en Buenos Aires, donde se pueden degustar algunos aperitivos, platos de la comida alemana y las siete variedades de cerveza que elaboran. La producción es de 50.000 litros de cerveza por mes.